# Montcy-Notre-Dame
Montcy-Notre-Dame település Franciaországban, Ardennes megyében. Lakosainak száma 1560 fő (2022. január 1.). Montcy-Notre-Dame Aiglemont, Charleville-Mézières és Nouzonville községekkel határos.

## Népesség
A település népessége az elmúlt években az alábbi módon változott:
| Lakosok száma | 1203 | 1516 | 1419 | 1536 | 1631 | 1637 | 1600 | 1578 | 1589 | 1560 |
|               | 1968 | 1982 | 1990 | 2006 | 2013 | 2015 | 2017 | 2019 | 2020 | 2022 |